# Hard Candy
Hard Candy je jedanaesti studijski albuma američke pjevačice Madonne koji je izdan 25. travnja 2008. pod Warner Bros. Recordsom. To je bio zadnji studijski album pod ugovorom s tom diskografskom kućom, a zadnje izdanje je kompilacija najvećih hitova iz 2009. Celebration čime je završila 25-godišnji ugovor. Madonna je započela raditi na albumu 2007. godine, te je surađivala s Justinom Timberlakeom, Timbalandom, Pharrell Williamsom i Danja. Album je bio u urban pop smjeru, te je slovio kao dance pop izdanje. Pet Shop Boys su također planirani za suradnju, ali se Warner Bros. kasnije predomislio.
Madonna je bila inspirirana Timberlakeovim albumom FutureSex/LoveSounds iz 2006. te je željele suradnju s njime. Zajedno su napsali mnoštvo pjesama, ali pjesme su nastajale na demosnimkama Pharrella. Madonna je napisala poveći broj pjesama za album, što je impresioniralo Timberlakea. Prije svakog snimanja pesme su imali velike rasprave o pjesmi. Poslije je Madonna izjavila da je većina pjesama na Hard Candy autobiografska. Također je rekla da joj to nije bila namjera, nego se dogodilo za vrijeme snimanja.
Naslov "Hard Candy" se odnosi na stapanju teškog i slatkog. Za naslovnicu je Madona izvorno imala ideju da sebe prikaže kao crna Djevica Marija, ali je odustala jer je smatrala da će to izazvati previše reakcija. Umjesto toga, stavila je sliku sebe kao boksača. Iako su kritičari većinom davali pozitivne komentare na album i hvalili osjećaj svježine s albuma, neki su osuđivali pokušaj guranja na urbano tržište. Album je debitirao na prvom mjestu ljestvica u 37 zemalja svijeta, uključujući Sjedinjene Države, Australiju, Francusku, Japan, Njemačku, Švicarsku i Ujedinjeno Kraljevstvo. Bio je jedanaesti naprodavaniji album u svijetu za 2008. godinu, s prodanih 3.8 milijuna primjeraka.
S albuma su izdana tri singla. Prvi, "4 Minutes", je bio svjetska uspješnica te se popeo na prva mjesta ljestvica na svim većim tržištima, a u Sjedinjenim Državama je dospio na treće mjesto Billboard Hot 100. Tako je Madonna s 37 Top 10 hitova na ovoj ljestvici postala izvođač s najviše takvih, ostavivši iza sebe Elvis Presleya. Ostali singlovi su bili "Give It 2 Me" i "Miles Away". Kako bi promovirala album, Madonna je prvo napravila malu tuneju u 3 grada. Zatim je krenula na veliku Sticky & Sweet Tour (2008-09.), koja je postala najunosnija turneja solo izvođača u povijesti.

## Pozadina i nastajanje
U veljači 2007., Timbaland je najavio suradnju s Madonnom za njezin nadolazeći album. To je bio zadnji Madonnin studijski album pod diskografskom kućom Warner Bros., a kao zadnji album je bila kompilacija Celebration nakon koje ulazi u veliku obitelj Live Nation. Desetogodišnji ugovor s Live Nationom uključuje svu Madonninu nadolazeće poslove vezane uz glazbu, promoviranje Madonninih brendova, nove studijske albume, turneje, trgovinu robom, fan klubove i web stranice, DVD-e, glazbene televizije i filmske projekte i sponzorske ugovore. U kolovozu 2007., Timbaland je pričao o nastajanju albuma na MTV televiziji. Rekao je da je s Justin Timberlakeom zajedno napisao deset pjesama za Madonnu. Potvrdio je nazive "La, La" i "Candy Shop" koje je napisao Pharrell Williams.
"Radimo na albumu, [...] Ja i Justin samo napravili album. Madonna je izvrsna. ... Ima odličan album. Album joj je na razini Justinovog albuma [...] Postoji jedna pjesma, koja nas vodi na 'You must be my luck-eee starrrr!' ... Sjećate se 'Ugly' Bubbae Sparxxx? Ima ritam sličan toj pjesmi. Nije stvar u riječima. Spominju se kave - sva različita mena kava ... Pjesma se zove 'La, La'. Pharrell je napisao izvrnu stvar koja se zove "Candy Shop"."
Timbaland je razgovor završio time što je rekao da ne zna naziv albuma, ali je dogovarao s Madonnom, da albu završe do rujna 2007. Pjesme "Candy Shop" i "Beat Goes On" su procurili na internet. Tada je The Sun rekao: "Album ima urbanu pop vibru, ali ispod toga se i dalje krije dance pop album. MTV je opisao album kao Madonnin pomak u urbani smjer. Opisan je kao produkt "puno producenata i mnogo stilova". Pet Shop Boys su na početku bili planirani za suradnju na nekim pjesmama. Iako su mislili to prihvatiti ponudu Warner Brosa, grupa je to odbila. Rekli su: "Rekli smo im da to mogu aboraviti kada su joj predložili R&B put." Timbaland je usporedio album s pjesmom "Holiday" ali s R&B ritmom.

## Snimanje
Album ugošćuje velika glazbena imena poput Timerlakea, Timbalanda, Williamsa i Westa. Isto tako, za produkciju albuma je zaslužan "kraljevski tim", kako ga neki nazivaju, i to Madonna, Timbaland, Timberlake, The Neptunes i Nate "Danja" Hills. Na prijašnjim albumima, Madonna je surađivala s relativno nepoznatim producentima poput Wiliama Obrita, Mirwaisa Ahmadzaïja i Stuarta Pricea. Međutim, za Hard Candy se odlučila za već provjerena imena. U razgovoru za MTV je objasnila zašto se ovaj puta odlučila za provjereno: "Zato što su dobri, i volim njihova sranja. [...] Ne volim se ponavljati, i tako sam razmišljala 'Koju glazbu sada najviše volim?' a to je bio [Timberlakeov] albuma FutureSex/LoveSounds. Slušala sam ga do iznemoglosti." Tako se Madonna odlučila za Timberlakea i Timbalanda za Hard Candy. Madonna je već bila započela suradnju s Pharrellom, i u pauzama od snimanja, Madonnin menadžer je upitao Timberlakea kako bi bilo njihova suradnja bila dobra, ali je Justin mislio da bi to bilo dobro ali da od toga neće biti ništa. Timberlake je izjavio: "Pharrell je već napravio temelje i smjer albuma. Madonna mi je pustila "Candy Shop" i još nekoliko pjesama i tada sam pomislio 'Kako dobro osmišljeno'. Mislio sam da ona sama s Pharrellom može odraditi album do kraja da je htjela, te sam upitao Tima 'Kako se ja ovdje uklapam?' i tada je sve došlo na to kako sam ja snimao svoj album i kako sada snimiti Madonni." Timberlake je mislio da je pjesma na kojoj je Madonna radila prije ove ere slična "Frozen" (1998.). Želio je stih "The devil wouldn't recognize you, but I do" pretvoriti u nešto na što će graditi koncept albuma.
Timberlake je bio impresioniran količinom materijala koje je imala Madonna. Rekao je da on normalno ne piše pjesme dok mu puno ideja ne dolazi u glavu, ali da Madonna ima zabilježene "sve te misli, pjesme sve u jednoj velikoj bilježnici", da ih je pregledavala. "Bilo je fascinantno uzimati djeliće tih bilješki i slagati ih u cjelinu kao puzle." Za snimanje "Miles Away", Timberlake je svirao gitaru i upitao Madonnu: "Kako ćemo to napraviti? O čemu želimo pričati? Što želimo reći?". Jedna od ideja je bila pjesma o vezama na daljinu, što su smatrali vrlo osobno, ali su htjeli to u pjesmi. Madonna je poslije komentirala kako su svi nakon poslušane pjesme rekli da se mogu povezati s pjesmom.

## Glazbena struktura i kompozicija
"Candy Shop" je pjesma koja otvara album. Williams kao producent rabi riječ 'candy' kao metaforu za sex. Prema MTV-ju, "Candy Shop" je stvoren da pri proizveo uzbuđenje sa stihovima poput "Come into my store/ I've got candy galore". Williams je rekao: "Bili smo u studiju, [...] i Madonna mi je rekla 'Daj mi neko vruće sranje'. Zatim sam je pogledao s mišlju 'Ona upotrebljava termin vruće sranje?' Njezina reakcija je bila 'Što?' a ja sam zatim rekao 'OK.' zatim smo počeli raditi i napravili pjesmu." Prvi singl s albuma, "4 Minutes" je izvorno poznat kao "4 Minutes to Save the World". Motivacija za nastanak pjesme je došla iz osjećaja za žurnost spašavanja planeta od uništenja, te kako ljudi mogu uživati u tom spašavanju. Madonna je rekla da ju je pjesma inspirirala za snimanje dokumentarnog filma I Am Because We Are. Singl ugošćuje Timberlakea i Timbalanda. To je ubrzana dance pjesma, s urbanim hip hop stilom, a uključuje i Timbalandove bhangra zvukove. Od glazbala se upotrebljavaju limeni puhački instrumenti, sirene i zvonca. Pjesma nosi poruku o socijalnoj osjetljivosti, a temeljena je na Madonninoj posjeti Africi i ljudskoj patnji koju je doživjela. Drugi singl s albuma, "Give It 2 Me", spaja skokovite i funky ritmove. Tako pjeva "If it's against the law, arrest me", "If you can handle it, undress me". Pjesma je bila uvod tamo gdje Madonna neprestano ponavlja "Get Stupid", dok Williams pjeva "To the left, to the right". Paul Oakenfold je napravio remix pjesme. Pjesma je bila Madonnina himna, i iako se činilo da pjeva o plesu i sexu, ona ovdje pjeva o svojoj velikoj i dugačkoj karijeri. To je bila prava dance pjesma, a za pozadinske vokale vokale je zaslužan Pharrell.Četvrta pjesma na albumu je "Heartbeat" u kojoj Madonna pjeva bez daha i ima stih u kojem govori "See my booty get down".
MTV je za treći singl, "Miles Away", rekao da iako se na prvi dojam čini vrlo jednostavana pjesma, ispod toga se krije mnogo tehničkih trikova. Pjesma odmiče od dance stila albuma i pjeva o problemima veza na daljinu. "Miles Away" je melankolična elektronička balada koja je, prema Madonni, autobiografska i inspirirana Madonninim tadašnjim suprugom Guyem Ritchiem. Tema o ljubavnim vezama s nadovezuje i na sljedeću pjesmu "She's Not Me", u kojoj Madonna pjeva kako ju oponaša neka žena. Tako pjeva "She started dressing like me and talking like me/ It freaked me out/ She started calling you up in the middle of the night/ What's that about?". Sljedeća pjesma, "Incredible", počinje kao ljubavna pjesma ali otkriva da je tu riječ o nekome tko mora početi ispočetka. Stuktura pjesme se cijelo vrijeme mijenja i odnosi se na Madonninu zbunjenost mišljenja o ljubavniku u pjesmi. Tu pjeva "Can't get my head around it", i "I, I need to think about it". "Beat Goes On" ugošćuje repera Westa, a spoj je R&B-a 70-ih, dancea 80-ih i repanja za koje je zaslužan West.Williams je komentirao kako je Madonnina etika stvaranja drugačija od drugih umjetnika s kojima je prije radio. To se projiciralo na pjesmu "Spanish Lessons" gdje Madonna pjeva "If you do your homework/ Baby I will give you more", a sadrži i utjecaj španjolske glazbe. Na pjesmi "Dance 2night" ugošćuje opet Timberlakea, a inspirirana je groove glazbom. "Devil Wouldn't Recognize You" je pjesma koju je Madonna napisala puno prije 'Hard Candy' projekta. U pjesmi postoji doza misticizma, te počinje lagano na klaviru. Zatim prelazi u brzu i melankoličnu pjesmu gdje Madonna pjeva "Your eyes are full of surprises/ They cannot predict my fate". Zadnja pjesma albuma, "Voices" je inspirirana trip hop stilom, a tu se Madonna postavlja pitanje kontrole stihovima "Are you walking the dog?/ Is the dog walking you?".

## Izdavanje i ilustracije
Hard Candy je objavljen 25. travnja u europskim državama, i to Njemačkoj, Irskoj, Austriji i Nizzemskoj. Zatim je 28. travnja slijedilo izdavanje u Ujedinjenom Kraljevstvu, Brazilu i ostatku Europe, te 29. travnja u Sjedinjenim Državama, Meksiku i Kanadi. Billboard je izvjestio da je naziv albuma 'Licorice'. Madonna je za australski MTV objasnila da je taj naziv bio jedan od mogućih kao tema albuma u kojoj se prikazuje slika boksača, te koja se ponovila na pjesmi "Give It 2 Me". Zatim je Madonna mislila dati albumu naziv po toj pjesmi, ali je promijenila mišljenje zbog Timbalandove pjesme sličnog naziva. Nakon toga se za naziv albuma uzelo 'Black Madonna', te je čak snimila omot albuma, na kojem je obojila lice u crno. U razgovoru za Rolling Stone Madonna je prokomentirala: 
"Napravila sam snimanje s Steven Kleinom za omot albuma, te sam obojila lice u crno, osim crvenih usana i bijelih očiju. Jeste li kada čuli za crnu Madonnu? Mislila sam kako bi to bilo super ime za album. Zatim sam pomislila da bi možda dvadeset pet posto ljudi, možda i manje, shvatilo značenje, pa nije bilo smisla. To se stalno događa, jer moji uradci izazivaju mjerenja na Richterovoj skali."
Naziv albuma je ipak potvrđen na MTV-u, i to je bio 'Hard Candy'. Madonnina glasnogovornica Liz Rosenberg je rekla: "Madonna voli slatkiše, [...] naslov albuma spaja misli i slatko ili kako bi Madonna to slikovito opisala 'Udarit ću te po stražnjici, ali će ti se svidjeti'." Omotnica albuma je objavljena isto u to vrijeme, a prikazivala je Madonnu u crnim hulakopkama s hrvačkim pojasom oko struka i s kartkom podšišanom kosom. Pozadina je bila obojena ružičasto, a odnosila se na vtlog peperminta. Slika je uslikana za vrijeme snimanja s Kleinom za časopis Interview u travnju 2008.

## Pohvale i kritike na album
Hard Candy je na Metacritic skupio zbroj 65/100 što označava "uglavnom pozitivnu kritiku". Reuters izjavljuje: "Kao poklon za rastanak od producentske kuće Warner Bros., Madonnin 11. studijski album je neobično plemenit, ako je vjerovati ranijim recenzijama. [...] Izdan ovog tijedna u svijetu, a sljedećeg u SAD-u, Hard Candy dobro kotira među rock kritičarima."
Rolling Stone napominje da je album "djelo američkog kraljevskog tima tekstopisaca da bi pomogli Madonni učvrstiti status urban-disco kraljice". The Observer piše: "Kada god mislite da bi sad album mogao postati dosadan, uvijek se nešto dogodi da vas opet zainteresira." Unatoč ovim dobrim recenzijama album se i kritizirao, najviše zbog pokušaja preuzimanja urbanog tržišta. BBC tako kaže: "Timbalandove pjesme često posjećaju na njegov prijašnji rad s Nelly Furtado te kasnije dodao da su pjesme bile dostavljene producentima s višom dozom suptilnosti, album bi bio Madonnin najbolji album". The Times je također bio sličnog mišljenja, da album "nije katastrofalan i da je to sve već viđeno kod Nelly Furtado, Britney Spears i Gwen Stefani".
Allmusic piše: "Postoji osjetljivi osjećaj nezanimanja na albumu, kao da je Madonna cijelu kontrolu prepustila Pharrellu i Timberlakeu s povjerenjem da će dovršiti album. Možda Madonna nije u glazbi, možda samo pokušava odraditi ugovor s Warner Brosom prije nego prijeđe na suradnju s Live Nationom - ali bilo kako, 'Hard Candy' je rijetka stvar: beživotan Madonnin album." Billboard kaže: "Madonna pravi producente, producenti ne prave Madonnu."
SoundGuardian je dodijelio albumu 4 zvjezdice te je napomenio: "Iako je svaki njezin album bio novo iskustvo za slušatelja, iako, kao što sam već naglasio, nikada ne robuje prošlim vremenima i gleda uvijek naprijed, Madonna ipak nastoji na svojim albumima i u svojim pjesmama ostaviti svoj prepoznatljivi potpis, pa se tako i u nekim pjesmama osjeti dašak stare Madonne umotane u urbani beat i vruću produkciju.", te "Hard Candy, ako nije najambiciozniji, onda je svakako jedan od najambicioznijih Madonninih albuma. Uzimajući u obzir ekipu suradnika s kojom se okružila ta tvrdnja apsolutno stoji.". Otvoreni radio misli da je album loše kvalitete te kaže: ""Hard Candy" doslovno zvuči kao slastičarnica kroz koju su se prošetale sve važnije face MTV-a danas, kao da je važnije s kim radiš, nego kako radiš. Baš taj kvalitativni dio albuma je najslabiji, bez nekih novih ideja, već recikliranje standardiziranih shema u novi celofan pod budnom paskom zvjezdane ekipe." [...] "Kad se skupi takva ekipa, reklo bi se da album ne može biti loš, ali to bi bila ipak kriva pretpostavka. Od kada je 2000. krenula žešće u dance vode, ovo joj je najpredvidljiviji i najslabiji album u kojem nema niti jednog uzbudljivog momenta koji će se pamtiti duže od jedne sezone."

## Komercijalni uspjeh albuma
Album je debitirao na prvom mjestu ljestvica albuma u trideset sedam država vijeta i bio je jedanaesti najprodavaniji album u svijetu za 2008. godinu prema International Federation of the Phonographic Industry. Album je prodan u 3.8 milijuna primjeraka. U Sjedinjenim Državama, prema Nielsen SoundScanu prodan u 100.000 primjeraka prvog dana. Debitirao je na prvom mjestu Billboard 200 s prodanih 280.000 kopija. To je bio Madonnin sedmi album na prvom mjestu američke ljestvice albuma, i time je postala druga izvođačica poslije Barbre Streisand s najviše takvih albuma. RIAA je 4. lipnja 2008. albumu dodijelila zlatnu certifikaciju za prodanih 500.000 primjeraka. Do listopada 2012. album je prodan u 744,000 primjeraka. U Kanadi je album debitirao na vrhu Canadian Albums Chart te dobio platinastu certifikaciju za prodanih 100.000 primjeraka. Do danas je prodan u 170.000 primjeraka.
U Australiji se Hard Candy također debitira na prvom mjestu na ARIA Albums Chart. Dodijeljena mu je platinasta certifikacija za prodanih više od 70.000 primjeraka. Na Novom Zelandu je album dospio na peto mjesto ljestvice i zadržao se na ljestvici samo devet tjedana. Debitirao je na prvom mjestu u Japanu na Oricon ljestvici albuma s prodanih 55.462 primjeraka, te se drugi tjedan također zadržao na vrhu s porastom prodaje na 80.000 primjeraka. U Argentini je album dospio na treće mjesto i dobio platinastu certifikaciju.
Hard Candy je debitirao na vrhu UK Albums Chart, te se Madonna s deset albuma na prvom mjestu na britanskoj ljestvici smjestila iza Elvisa Presleyja (11) i The Beatlesa (15) po broju takvih albuma. British Phonographic Industry je dodijelio albumu zlatnu certifikaciju za prodanih 100.000 albuma, a prodaja je dospjela na više od 330.000 primjeraka. Album je došao i na prvo mjesto European Top 100 Albums te dobio platinastu certifikaciju. Album je u Europi prodan u više od 1.700.000 primjeraka. Također je debitirao i na prvim mjestima njemačke Media Control Charts i Irish Albums Chart, i objema zemljama zaradio platinastu certifikaciju. U Francuskoj je album nakon samo 2 dana dospjeo na 1. mjesto French Album Chart s prodanih 38,000 primjeraka. U Hrvatskoj je debitirao na 2. mjestu, zatim se popeo na prvo mjesto, a na kraju godine je bio reći naprodavaniji album za 2008. godinu.

## Singlovi
"4 Minutes"

"4 Minutes"
"4 Minutes" je izdan kao najavni singl s albuma 17. ožujka 2008. pod Warner Bros. Recordsom. Izvorno poznat kao "4 Minutes to Save the World" jer je motivacija za nastanak pjesme došla iz osjećaja za žurnost spašavanja planeta od uništenja, te kako ljudi mogu uživati u tom spašavanju. Madonna je rekla da ju je pjesma inspirirala za snimanje dokumentarnog filma I Am Because We Are. "4 Minutes" su kritičari hvalili, ali su neki napomenili kako se čini da Justin Timberlake na ovom singlu ugošćuje Madonnu a ne obrnuto. Pjesma je zabilježila svjetski uspjeh te se poepla na prva mjesta svih većih tržišta, uključujući Australiju, Kanadu, Njemačku, Italiju i ostale europske zemlje. Postala je Madonnin trinaesti broj jedan u UK-u, što je najviše od svih ženskih izvođača u toj zemlji. U Sjedinjenim Državama je pjesma dospjela na 3. mjesto Billboard Hot 100, što je bio 37. Madonnin Top 10 singl, i time je postala vlasnica najviše takvih singlova ostavivši iza sebe Elvisa Presleyja. Pjesma je primila nominaciju za nagradu Grammy u kategoriji "najbolja pop suradnja s vokalima".
"Give It 2 Me"
"Give It 2 Me" je izdan 4. lipnja 2008. pod Warner Bros. Recordsom kao drugi singl s albuma. Kritičari su hvaili pjesmu. Pjesma je bila Madonnin 39. broj 1 na Billboard Hot Dance Club Play ljestvici. Na Billboard Hot 100 je ušao samo jedan tjedan i to na 57. mjestu zbog ograničenog radijskog emitiranja. Pjesma je dospjela na prva mjesta ljestvica u Nizozemskoj i Španjolskoj, dok je u ostatku Europe ušla u Top 10. Glazbeni video je inspiriran Madonninim snimanjem za časopis Elle a pojavljuje se i Pharrell. Kritičari su hvalili i video zbog Madonninog retro izgleda. Pjesma je zaradila nominaciju za Grammy u kategoriji "najbolje dance izdanje".
"Miles Away"
"Miles Away" je izdan kao treći i posljednji singl s albuma 17. listopada 2008. Također je primio izvrsne kritike, iako su neki vidjeli prviše sličnosti s Timberlakeovom pjesmom "What Goes Around.../...Comes Around". "Miles Away" je dospio u Top 40 u UK-u, Kanadi, Belgiji i Nizozemskoj. Nije se pojavila na službenoj američkoj ljestvici pjesama, ali je bila dance uspješnica gdje je postala sedma uzastopna Madonnina pjesma na vrhu Hot Dance Airplay, što je najviše od svih izvođača.

## Promoviranje albuma
Sedam je pjesama s albuma bilo dostupno tjedan dana prije izdavanja albuma, i to kao download na mobilne telefone. U vremenu između 21. travnja i 27. travnja pjesme "Candy Shop," "Miles Away," "Give It 2 Me," "Heartbeat," "Beat Goes On," "Devil Wouldn't Recognize You" i "She's Not Me" su bile dostupne. Cijeli album 'Hard Candy' i glazbeni video za pjesmu "4 Minutes" su bili dostupni u Francuskoj za mobitel Samsung F400. Na ostalim tržištima su Vodafon i Warner Music International sklopili ugovor kojim je korisnicima te mobilne kompanije bilo dostupno svi sadržaji s albuma prije nego što je album službeno objavljen. Sličan ugovor je sklopio i Sony Ericsson u 27 zemalja svijeta. 'Hard Candy' je pušten i na web stranicu MySpace četiri dana prije objavljivanja u Sjedinjenim Državama. U zadnjoj epizodi druge sezone serije Ružna Betty su puštene Madonnine skladbe s novog albuma, i to "Candy Shop," "Spanish Lesson," "She's Not Me" i "Miles Away", te singl s prošlog albuma "Jump" (2006.). "Miles Away" je pušten i u japanskoj TV drami 'Change'.
Promovirajući svoj novi album, Madonna je krenula u prvu akciju koja je bila dio novog ugovora s Live Nation. Show je trajao 40 minuta, sadržavao je 6 pjesama a održan je u New Yorku, Parizu i Maidstoneu.
Justin se pojavljuje na konceru u New Yorku 30. travnja 2008. kao dio dueta u pjesmi "4 Minutes", dok se Pharrell pojavljuje zbog pjesme "Give It 2 Me". Madonna uz 4 pjesme s novog albuma izabire i 2 pjesme s prijašnjih albuma i to "Hung Up" koju izvodi u rock verziji s elementima "(I Can't Get No) Satisfaction" i "Music" koja sadržava elemente hita Fedde Le Granda "Put Your Hands Up 4 Detriot".
Madonna je za BBC izjavila: "Želim raditi neke nove stvari jer me to veseli. Osjećam što su ljudi došli poslušati ali želim izvesti i neke moje starije pjesme, isto hitove. Izabrala sam "Hung Up" jer je najveći hit s mog prošlog albuma, i "Music" jer je publika to tražila."
Show iz New Yorka se mogao pogledati putem MSN, a onaj iz Maidstonea je prikazan na BBC 3. Show iz Maidstonea je izazvao velike kontroverzija zbog Madonninih psovki, uzrokujući brojne pritužbe na BBC. Pjesme koje je Madonn aizvela su redom bile: "Candy Shop", "Miles Away", "4 Minutes", "Hung Up", "Give It 2 Me" i "Music". Album je dalje promoviran Sticky & Sweet Tour (2008./2009.).

### Sticky & Sweet Tour
Sticky & Sweet Tour je osma koncertna turneja Madonne u svrhu promocije jedanaestog studijskog albuma Hard Candy. Započela je u kolovozu 2008., i bila je prva turneja od potpisivanja novog ugovora s Live Nationom. Najavljena je u veljači 2008. s datumima u SAD-u i Ujedinjenom Kraljevstvu. Iako se planiralo, turneja nije posjetila Australiju zbog financijskih problema i recesije. Arianne Phillips je dizajnirao kostime. Pozornica je izrađena vrlo slično onoj s prethodne Confessions Tour iz 2006. Nakon završetka turneje u prosincu 2008., Madonna je najavila kako planira produžiti turneju i održati još koncerata u Europi na mjestima gdje nikada nije pjevala ili nije dugo bila.
Turneja je opisana kao "rock putovanje". Sam koncert je podjeljen u četiri dijela: Pimp gdje je S&M bila glavna tema, Old School gdje je Madonna izvodila svoje klasike i s prikazom rada umjetnika Keith Hargina, Gypsy koji je spoj romske folk glazbe i dance glazbe, te posljednji dio Rave gdje je uklopljen istočnjački utjecaj. Koncert završava tako što publika zajedno s Madonnom pjeva posljednju pjesmu. Neke su se izmjene napravile za drugi dio turneje u popisu pjesma, uključujući i dodavanje dijela u spomen na Michael Jacksona. Turneja je dobila pozitiven komentare od starne kritičara.
Sticky & Sweet Tour je postavila mnoge rekorde u smislu prodaje karata, prihodima i broju gledatelja. Nakon prvog dijela je postala najunosnija turneja solo izvođača sa zarađenih 282 milijuna $, što je srušilo stari rekord koji je također držala Madonna s Confessions Tour iz 2006. Madonna je nastupila pred 3.5 milijuna ljudi u 32 države i zaradila sveukupno 408 milijuna $, što je bila druga najunosnija turneja u povijesti i najunosnija turneja solo izvođača. Na dodjeli Billboard Touring Award 2009., Sticky & Sweet Tour je dobila nagrade za najbolju turneju i najposjećeniju turneju, dok je Madonnin menadžer Guy Oseary dobio naradu za najboljeg menadžera.

## Popis skladbi
| 1.    | »Candy Shop«                                | Pharrell Williams, Madonna                          | The Neptunes, Madonna                    | 4:15 |
| 2.    | »4 Minutes« (ft. J. Timberlake & Timbaland) | Madonna, Timbaland, Justin Timberlake, Danja        | Timbaland, J. Timberlake, Danja          | 4:04 |
| 3.    | »Give It 2 Me«                              | Pharrell, Madonna                                   | The Neptunes, Madonna                    | 4:48 |
| 4.    | »Heartbeat«                                 | Pharrell, Madonna                                   | The Neptunes, Madonna                    | 4:04 |
| 5.    | »Miles Away«                                | Madonna, Timbaland, J. Timberlake, Danja            | Timbaland, J. Timberlake, Danja          | 4:49 |
| 6.    | »She's Not Me«                              | Pharrell, Madonna                                   | The Neptunes, Madonna                    | 6:05 |
| 7.    | »Incredible«                                | Pharrell, Madonna                                   | The Neptunes, Madonna                    | 6:20 |
| 8.    | »Beat Goes On« (ft. Kanye West)             | Pharrell, Madonna, Kanye West                       | The Neptunes                             | 4:26 |
| 9.    | »Dance 2night«                              | Madonna, Timbaland, J. Timberlake, Hannon Lane      | Timbaland, J. Timberlake, Hannon Lane    | 5:03 |
| 10.   | »Spanish Lesson«                            | Pharrell, Madonna                                   | The Neptunes, Madonna                    | 3:40 |
| 11.   | »Devil Wouldn't Recognize You«              | Madonna, Timbaland, J. Timberlake, Danja, Joe Henry | Timbaland, J. Timberlake, Danja          | 5:09 |
| 12.   | »Voices«                                    | Madonna, Timbaland, J. Timberlake, Danja, H. Lane   | Timbaland, J. Timberlake, Danja, H. Lane | 3:39 |
| 56:13 |                                             |                                                     |                                          |      |

| 13. | »Ring My Bell« | Pharrell Williams, Madonna | The Neptunes, Madonna | 3:54 |

## Album na glazbenim ljestvicama
| Država                 | Pozicija |
| ---------------------- | -------- |
| Argentina              | 1        |
| Australija             | 1        |
| Austrija               | 1        |
| Brazil                 | 4        |
| Belgija                | 2        |
| Danska                 | 1        |
| Europa                 | 1        |
| Finska                 | 1        |
| Francuska              | 1        |
| Grčka                  | 1        |
| Irska                  | 1        |
| Italija                | 1        |
| Japan                  | 1        |
| Kanada                 | 1        |
| Mađarska               | 2        |
| Meksiko                | 3        |
| Nizozemska             | 1        |
| Norveška               | 2        |
| Novi Zeland            | 5        |
| Njemačka               | 1        |
| Poljska                | 1        |
| Portugal               | 1        |
| Rusija                 | 1        |
| Španjolska             | 1        |
| Švedska                | 1        |
| Švicarska              | 1        |
| Ujedinjeno Kraljevstvo | 1        |
| US Billboard 200       | 1        |

| Država                 | Certifikacija |
| ---------------------- | ------------- |
| Argentina              | Platinasta    |
| Australija             | Platinasta    |
| Austrija               | Platinasta    |
| Belgija                | Platinasta    |
| Brazil                 | Platinasta    |
| Danska                 | Platinasta    |
| Europa                 | Platinasta    |
| Finska                 | Zlatna        |
| Francuska              | Platinasta    |
| Grčka                  | Zlatna        |
| Irska                  | Platinasta    |
| Italija                | 2× Platinasta |
| Japan                  | Platinasta    |
| Kanada                 | Platinasta    |
| Mađarska               | Zlatna        |
| Meksiko                | Platinasta    |
| Njemačka               | Platinasta    |
| Poljska                | Platinasta    |
| Portugal               | Platinasta    |
| Rusija                 | 4× Platinasta |
| Španjolska             | Zlatna        |
| Švedska                | Zlatna        |
| Švicarska              | Platinasta    |
| Turska                 | Zlatna        |
| Ujedinjeno Kraljevstvo | Zlatna        |
| Sjedinjene Države      | Zlatna        |

### Godišnja lista albuma za 2008.
| Ljestvica (2008)       | Pozicija |
| ---------------------- | -------- |
| Australija             | 47       |
| Belgija (Flandrija)    | 25       |
| Belgija (Valonija)     | 21       |
| Danska                 | 16       |
| Njemačka               | 14       |
| Grčka                  | 12       |
| Grčka (inozemna lista) | 2        |
| Mađarska               | 5        |
| Meksiko                | 6        |
| Švicarska              | 8        |
| Ujedinjeno Kraljvstvo  | 36       |
| US Billboard 200       | 53       |

### Singlovi
| 2008                                              | "4 Minutes" (ft. Justin Timberlake) | 3  | 1 | 1  | 2  | 1  | 2  | 1  | 1  | 1  | 1  | - US: 2× Platinasta - AUS: Platinasta |
| 2008                                              | "Give It 2 Me"                      | 57 | 1 | 23 | 10 | 8  | 5  | 8  | 3  | 4  | 7  | —                                     |
| 2008                                              | "Miles Away"                        | —  | 2 | —  | 21 | 23 | 54 | 11 | 26 | 32 | 39 | —                                     |
| "—" nije izdana ili se nije pojavila na ljestvici |                                     |    |   |    |    |    |    |    |    |    |    |                                       |

## Album u Hrvatskoj
| Hrvatska top lista prodaje 2008 (Hrvatska diskografska udruga) | Hrvatska top lista prodaje 2008 (Hrvatska diskografska udruga) | Hrvatska top lista prodaje 2008 (Hrvatska diskografska udruga) | Hrvatska top lista prodaje 2008 (Hrvatska diskografska udruga) | Hrvatska top lista prodaje 2008 (Hrvatska diskografska udruga) | Hrvatska top lista prodaje 2008 (Hrvatska diskografska udruga) | Hrvatska top lista prodaje 2008 (Hrvatska diskografska udruga) | Hrvatska top lista prodaje 2008 (Hrvatska diskografska udruga) | Hrvatska top lista prodaje 2008 (Hrvatska diskografska udruga) | Hrvatska top lista prodaje 2008 (Hrvatska diskografska udruga) | Hrvatska top lista prodaje 2008 (Hrvatska diskografska udruga) | Hrvatska top lista prodaje 2008 (Hrvatska diskografska udruga) | Hrvatska top lista prodaje 2008 (Hrvatska diskografska udruga) | Hrvatska top lista prodaje 2008 (Hrvatska diskografska udruga) | Hrvatska top lista prodaje 2008 (Hrvatska diskografska udruga) | Hrvatska top lista prodaje 2008 (Hrvatska diskografska udruga) | Hrvatska top lista prodaje 2008 (Hrvatska diskografska udruga) | Hrvatska top lista prodaje 2008 (Hrvatska diskografska udruga) | Hrvatska top lista prodaje 2008 (Hrvatska diskografska udruga) | Hrvatska top lista prodaje 2008 (Hrvatska diskografska udruga) | Hrvatska top lista prodaje 2008 (Hrvatska diskografska udruga) | Hrvatska top lista prodaje 2008 (Hrvatska diskografska udruga) | Hrvatska top lista prodaje 2008 (Hrvatska diskografska udruga) | Hrvatska top lista prodaje 2008 (Hrvatska diskografska udruga) | Hrvatska top lista prodaje 2008 (Hrvatska diskografska udruga) | Hrvatska top lista prodaje 2008 (Hrvatska diskografska udruga) | Hrvatska top lista prodaje 2008 (Hrvatska diskografska udruga) | Hrvatska top lista prodaje 2008 (Hrvatska diskografska udruga) | Hrvatska top lista prodaje 2008 (Hrvatska diskografska udruga) | Hrvatska top lista prodaje 2008 (Hrvatska diskografska udruga) | Hrvatska top lista prodaje 2008 (Hrvatska diskografska udruga) | Hrvatska top lista prodaje 2008 (Hrvatska diskografska udruga) | Hrvatska top lista prodaje 2008 (Hrvatska diskografska udruga) | Hrvatska top lista prodaje 2008 (Hrvatska diskografska udruga) | Hrvatska top lista prodaje 2008 (Hrvatska diskografska udruga) | Hrvatska top lista prodaje 2008 (Hrvatska diskografska udruga) | Hrvatska top lista prodaje 2008 (Hrvatska diskografska udruga) | Hrvatska top lista prodaje 2008 (Hrvatska diskografska udruga) |
| Tjedan                                                         | 17                                                             | 18                                                             | 19                                                             | 20                                                             | 21                                                             | 22                                                             | 23                                                             | 24                                                             | 25                                                             | 26                                                             | 27                                                             | 28                                                             | 29                                                             | 30                                                             | 31                                                             | 32                                                             | 33                                                             | 34                                                             | 35                                                             | 36                                                             | 37                                                             | 38                                                             | 39                                                             | 40                                                             | 41                                                             | 42                                                             | 43                                                             | 44                                                             | 45                                                             | 46                                                             | 47                                                             | 48                                                             | 49                                                             | 50                                                             | 51                                                             | 52 |                                                                |
| -------------------------------------------------------------- | -------------------------------------------------------------- | -------------------------------------------------------------- | -------------------------------------------------------------- | -------------------------------------------------------------- | -------------------------------------------------------------- | -------------------------------------------------------------- | -------------------------------------------------------------- | -------------------------------------------------------------- | -------------------------------------------------------------- | -------------------------------------------------------------- | -------------------------------------------------------------- | -------------------------------------------------------------- | -------------------------------------------------------------- | -------------------------------------------------------------- | -------------------------------------------------------------- | -------------------------------------------------------------- | -------------------------------------------------------------- | -------------------------------------------------------------- | -------------------------------------------------------------- | -------------------------------------------------------------- | -------------------------------------------------------------- | -------------------------------------------------------------- | -------------------------------------------------------------- | -------------------------------------------------------------- | -------------------------------------------------------------- | -------------------------------------------------------------- | -------------------------------------------------------------- | -------------------------------------------------------------- | -------------------------------------------------------------- | -------------------------------------------------------------- | -------------------------------------------------------------- | -------------------------------------------------------------- | -------------------------------------------------------------- | -------------------------------------------------------------- | -------------------------------------------------------------- | --- | -------------------------------------------------------------- |
| Pozicija                                                       | 2                                                              | 1                                                              | 1                                                              | 1                                                              | 1                                                              | 1                                                              | 1                                                              | 2                                                              | 4                                                              | 4                                                              | 4                                                              | 4                                                              | 5                                                              | 4                                                              | 4                                                              | 8                                                              | 4                                                              | 4                                                              | 3                                                              | 3                                                              | 4                                                              | 4                                                              | 5                                                              | 8                                                              | 6                                                              | 22                                                             | 35                                                             | 14                                                             | 15                                                             | 21                                                             | 13                                                             | 23                                                             | 15                                                             | 25                                                             | x                                                              | Album je na kraju 2008. godine bio 3. najprodavaniji album u Hrvatskoj iza najuspješnije Amy Winehouse s albumom Back to Black i drugoplasirane grupe Coldplay s albumom Viva La Vida or Death And All His Friends. |                                                                |

## Nagrade
MTV
| Godina | Pjesma      | Nagrada                                 | Ishod     |
| ------ | ----------- | --------------------------------------- | --------- |
| 2008.  | "4 Minutes" | Najbolja koreografija u glazbenom videu | nominiran |

Grammy
| Godina | Pjesma                        | Nagrada                       | Ishod     |
| ------ | ----------------------------- | ----------------------------- | --------- |
| 2009.  | "4 Minutes"                   | Najbolja pop vokalna suradnja | nominiran |
| 2009.  | "Give It 2 Me"                | Najbolje dance izdanje        | nominiran |
| 2009.  | "4 Minutes" (Junkie XL Remix) | Najbolja obrada               | nominiran |

## Datumi objavljivanja
| Država                 | Datum             | Format                                  |
| ---------------------- | ----------------- | --------------------------------------- |
| Meksiko                | 18. travnja 2008. | CD, Digitalni download                  |
| Europska unija         | 25. travnja 2008. | CD, Digitalni download                  |
| Ujedinjeno Kraljevstvo | 28. travnja 2008. | CD, Digitalni download                  |
| Ujedinjeno Kraljevstvo | 12. svibnja 2008. | Special Edition                         |
| Ujedinjeno Kraljevstvo | 19. svibnja 2008. | 3-LP & CD Set                           |
| Sjedinjene Države      | 29. travnja 2008. | CD, Special Edition, Digitalni download |
| Sjedinjene Države      | 10. lipnja 2008.  | 3-LP & CD Set                           |